# Velankanni
Velankanni es una ciudad y nagar Panchayat situada en el distrito de Nagapattinam en el estado de Tamil Nadu (India). Su población es de 11108 habitantes (2011).

## Demografía
Según el censo de 2011 la población de Velankanni era de 11108 habitantes, de los cuales 5327 eran hombres y 5781 eran mujeres. Velankanni tiene una tasa media de alfabetización del 84,99%, superior a la media estatal del 80,09%: la alfabetización masculina es del 90,53%, y la alfabetización femenina del 79,98%.